# Borda de Ferrer (Enrens i Trepadús)
La Borda de Ferrer, sovint grafiat Farrer, seguint la pronúncia local, és una borda del terme municipal de Tremp, a l'antic terme ribagirçà d'Espluga de Serra, al Pallars Jussà. Està situada al nord de l'enclavament d'Enrens i Trepadús, al nord-est d'on hi ha les restes del Castell d'Enrens i al nord-est del Prat de Badia.